# Debbie Klijn
Debbie Klijn (født 29. december 1975 i Amsterdam, Holland) er en tidligere hollandsk håndboldspiller, der senest spillede i tyske Buxtehuder SV og Hollands kvindehåndboldlandshold.
Hun er pr. Januar 2018 målvogtertræner, for Tysklands kvindhåndboldlandshold.